# Schwerter des Königs – Dungeon Siege
Schwerter des Königs – Dungeon Siege (Originaltitel: In the Name of the King: A Dungeon Siege Tale) ist ein Fantasy-Abenteuerfilm aus dem Jahr 2007 von Regisseur Uwe Boll mit Jason Statham in der Hauptrolle. Der Film basiert auf dem Computerspiel Dungeon Siege.

## Handlung
König Konreid herrscht über das Königreich Ehb. Er wird von dem Zauberer Gallian bekämpft, der eine Armee von Krugs kontrolliert. Die Krugs gelten als wilde Kreaturen, die nicht fähig sind, eine Waffe zu führen – somit muss hinter den bewaffneten und das Königreich angreifenden Krugs Magie stecken.
Ein Bauer aus dem Dorf Stonebridge, den alle nur Farmer nennen und dessen Herkunft niemand kennt, wird von den Krugs überfallen, seine Frau Solana entführt und ihr gemeinsamer Sohn getötet. Farmer zieht los, um seine Frau zu befreien und den Tod ihres Sohnes zu rächen. Sein Freund Norick und Solanas Bruder Bastian begleiten ihn.
Gallian gelingt es, dem König Gift zu verabreichen, sein Leben kann aber von dessen Magier Merik gerettet werden. Beim Versuch, Solana von den Krugs zu befreien, werden Farmer, Norick und Bastian ertappt und ebenfalls gefangen genommen. Gallian will Farmer durch einen direkt von ihm kontrollierten Kämpfer töten, durch dessen Augen er sehen kann. Farmer gelingt es jedoch, diesen zu vernichten.
Der Magier Merik findet den verwundeten und geschwächten Farmer, wohlwissend, welche Rolle auf diesen wartet, und bringt ihn zum König. Merik offenbart dem König, dass Farmer dessen lange verschollener Sohn Camden Konreid ist, der vor 30 Jahren als Kind auf einem Schlachtfeld von den Bewohnern des Dorfes Stonebridge gefunden und von diesen adoptiert wurde.
König Konreids Neffe Herzog Fallow, der einen verräterischen Pakt mit Gallian geschlossen hat, flüchtet von der Burg des Königs mitsamt seinen Wachen und zwei Legionen. In der darauffolgenden Schlacht tötet er den König und wähnt sich, im Glauben, der Nächste in der Thronfolge zu sein, als neuer Herrscher.
Als nun Farmer als Sohn des Königs dessen Erbe antritt, ist Fallows Plan gescheitert. Einer der direkt von Gallian kontrollierten Krugs wird Zeuge, als Fallow festgenommen und Farmer als neuer König ausgerufen wird. Gallian entsendet daraufhin eine gewaltige Armee von Krugs, um das Königreich zu erobern. Zudem findet er heraus, dass sich Farmers Frau in seiner Gewalt befindet und diese von ihm schwanger ist.
Farmer will Gallian aufsuchen und töten, um der Sache ein Ende zu bereiten. Er zieht mit Merik, dessen Tochter Muriella, die von Gallian ausgenutzt worden war, und der Waldbewohnerin Elora nach Crystwind, einer Festung, die früher eine Zufluchtsstätte der Magier war.
Merik trifft als Erster auf Gallian, um ihn abzulenken. Zeitgleich zettelt Bastian im Inneren der Festung zusammen mit anderen Gefangenen einen Aufstand an. In dem Duell der beiden Magier wird Merik schwer verletzt. Auch Farmer gelingt es, in die Festung einzudringen, kurz darauf folgt auch Muriella, die inzwischen auch zur Magierin herangereift ist. Als Merik im Sterben liegt, überträgt er seine magischen Kräfte auf seine Tochter. Diese ist jetzt eine mächtige Magierin. Währenddessen kämpft Farmer gegen Gallian. Als Farmer zu verlieren droht, greift Muriella ein. Da Gallian mit den beiden beschäftigt ist, nutzt Solana die Chance, Gallian von hinten mit einem Schwert anzugreifen. Farmer gelingt es, sich zu befreien und Gallian zu töten, worauf sich die von Gallian kontrollierten Krugs wieder in gewöhnliche Tiere verwandeln und die Kampfhandlungen sofort einstellen.

## Hintergrund

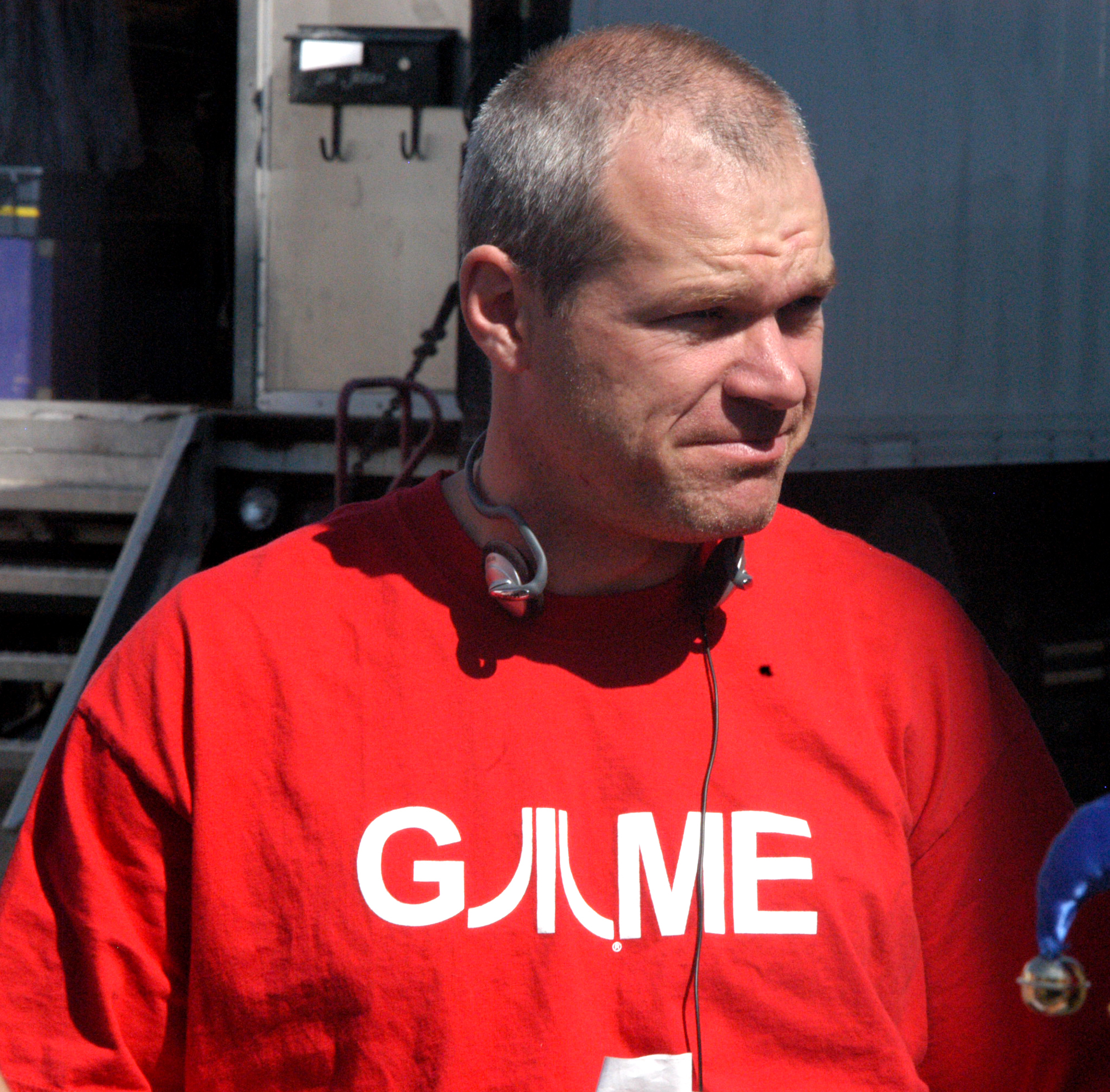
Uwe Boll 2005 am Set von Schwerter des Königs – Dungeon Siege in Vancouver

- Die Dreharbeiten fanden vom 5. Juli 2005 bis 21. Oktober 2005 in Studios in Vancouver und an Schauplätzen in British Columbia statt.[2]
- Die Produktionskosten wurden auf rund 60 Millionen US-Dollar geschätzt. Der Film spielte in den Kinos weltweit rund 13 Millionen US-Dollar ein, davon rund fünf Millionen US-Dollar in den USA und rund 2,5 Millionen US-Dollar in Deutschland.[3]
- Kinostart in Deutschland war am 29. November 2007, in den USA am 11. Januar 2008.[4]
- Das deutsche Fotomodell Eva Padberg spielt im Film eine kleine Nebenrolle als Magd von Muriella.
- Zum Soundtrack des Films trugen die Metal-Bands Blind Guardian und Hammerfall bei.
- Aufgrund der Länge beabsichtigte der Regisseur zeitweise, den Film als Zweiteiler zu veröffentlichen.[5]
- Aufgrund des Misserfolges in den Kinos seines bislang teuersten Filmprojekts kündigte Regisseur Uwe Boll Konsequenzen an: „In Zukunft werde ich mich mehr auf kleine Filme wie Postal oder Tunnel Rats konzentrieren. Diese Filme repräsentieren meine wahre Leidenschaft und sie können auch mit kleineren Budgets realisiert werden.“[6]

## Kritiken
- Sascha Koebner vom Film-Dienst schrieb: „[der Regisseur vermeide] viele seiner früheren Fehler, beispielsweise aufgesetzt wirkende Liebesszenen oder die Unart, jede Actionszene nach dem filmischen Reglement zu drehen, das die Wachowski-Brüder in ‚Matrix‘ aufstellten“. Der Film wirke „nicht so amateurhaft wie andere Boll-Produktionen“. Jedoch könne die „dürftige Handlung des Films in ihrer Abgedroschenheit“ nicht überzeugen und würde „kaum einen Fantasy-Freund zur Kinokasse locken“.[7]
- Thorsten Krüger von Kino.de dagegen schrieb: „mit sattem Aufwand, optischer Pracht und zahllosen Stars“ gebe „der deutsche Regisseur seinen Fantasy-Einstand“ und lege „ein Spektakel voller Action und Wucht vor, durch das ein lässiger Jason Statham mit martialischem Kampfgeist“ führe.[8]
- Auf Rotten Tomatoes waren lediglich vier Prozent der Beurteilungen positiv. Die Kurzkritik dort urteilt: “Featuring mostly wooden performances, laughable dialogue, and shoddy production values, ‘In the Name of the King’ fulfills all expectations of an Uwe Boll film.” (deutsch: „Mit überwiegend hölzernen Darbietungen, lächerlichen Dialogen und einer schäbigen Produktionsqualität, erfüllt ‚Schwerter des Königs‘ alle Erwartungen an einen Uwe-Boll-Film.“)
- In der Zuschauerwertung der IMDb erhielt der Film 3,8 von 10 Punkten (Stand: 1. Januar 2021).

## Auszeichnungen
- Bei den Leo Awards 2008, der in British Columbia produzierte Filme ehrt, gewann der Film einen Preis für Bestes Kostümdesign und Bestes Produktionsdesign und war in der Kategorie Bester Schnitt nominiert.
- Der Film war in vier Kategorien für den Negativpreis Goldene Himbeere 2009 nominiert: Schlechtester Film, Schlechtestes Drehbuch (Doug Taylor), Schlechtester Nebendarsteller (Burt Reynolds), Schlechteste Nebendarstellerin (Leelee Sobieski).

## Roman zum Film
- Severin Rast: Schwerter des Königs – Dungeon Siege. Feder & Schwert, Dezember 2007, ISBN 3-86762-025-3.

## Fortsetzungen
Im November 2010 wurde bekannt, dass Regisseur Uwe Boll mit Schauspieler Dolph Lundgren in der Hauptrolle an der Seite von Natassia Malthe an einer Fortsetzung von Schwerter des Königs arbeitet, deren Drehbeginn für Dezember 2010 geplant war. Der Film erschien im Dezember 2011 in den USA unter dem Titel In the Name of the King 2: Two Worlds direkt auf DVD. Der deutsche Titel lautet Schwerter des Königs – Zwei Welten.
Mit Schwerter des Königs – Die letzte Mission entstand eine zweite Fortsetzung, die direkt für den DVD-Markt produziert wurde und 2014 veröffentlicht wurde. Hier ist Dominic Purcell in der Hauptrolle zu sehen.